# Los padrinos mágicos (historieta)
Los Padrinos Mágicos: El Cómic es una serie cómica mexicana basada en la serie animada Los Padrinos Mágicos, creada por Butch Hartman. Estos cómics se lanzaron por primera vez en agosto de 2008. Son escritos por Antonio Alfaro y Edgar Manjárrez, dibujados por el primero y las tintas son del segundo. Se han editado ocho números de la historieta, el último lanzado en octubre de 2009.

## Trama
La historieta se desarrolla de la misma forma que la serie, apareciendo todos los personajes habituales en esta. Ninguna de las aventuras de la historieta son extraídas de lo ocurrido en el programa, como ocurre con los editados en Brasil, sino que se crean argumentos nuevos en los que se intenta imprimir los mismos mensajes morales que en la serie.

## Capítulos
- Las bolas de nieve - El regalo de Timmy
- El peor examen - La historia de Cosmo y Wanda
- Se busca la magia - Cosas mágicas
- El buen chico - Amigos y enemigos de Timmy
- ¿Cómo ser popular? - Todo sobre Barbilla Roja
- Timmy el gran heroe - Los antipadrinos se escapan
- Un buen negocio - Juego de personalidades
- Una Antibroma magica-Cosmo el recluta